# Ruce (tomik poetycki)
Ruce (cz. Ręce) – tomik czeskiego poety Otokara Březiny, opublikowany w 1901. Zbiór zawiera dwadzieścia utworów, w tym Prolog, Vedra, Hudba slepců, Bolest člověka, tytułowy wiersz Ruce, Zpívaly vody, Zpívaly hořící hvězdy, Kolozpěv srdcí, Dithyramb světů, Tichý oceán, Chvíme se nad mocí vůle i Stráž nad mrtvými. Utwory te są przeważnie napisane wierszem wolnym. Wyjątkiem jest wiersz bez tytułu (oznaczony gwiazdką), ułożony  trocheicznym ośmiostopowcem.

Věčně znova, přemoženi, píseň písní počínáme,
sladkostí i hrůzou chví se tajuplných rukou hra;
lánem věků, ženci tvoji, cestu sobě prožínáme,
ale v obzor nekonečný zraje setby nádhera.